# 謝寶
谢宝，广东琼山县龙歧人，清朝政治人物、同进士出身。
雍正二年（1724年），登甲辰科进士，授肇庆府学教授、琼台书院掌教。